# Liste von Clubs und Diskotheken in Berlin

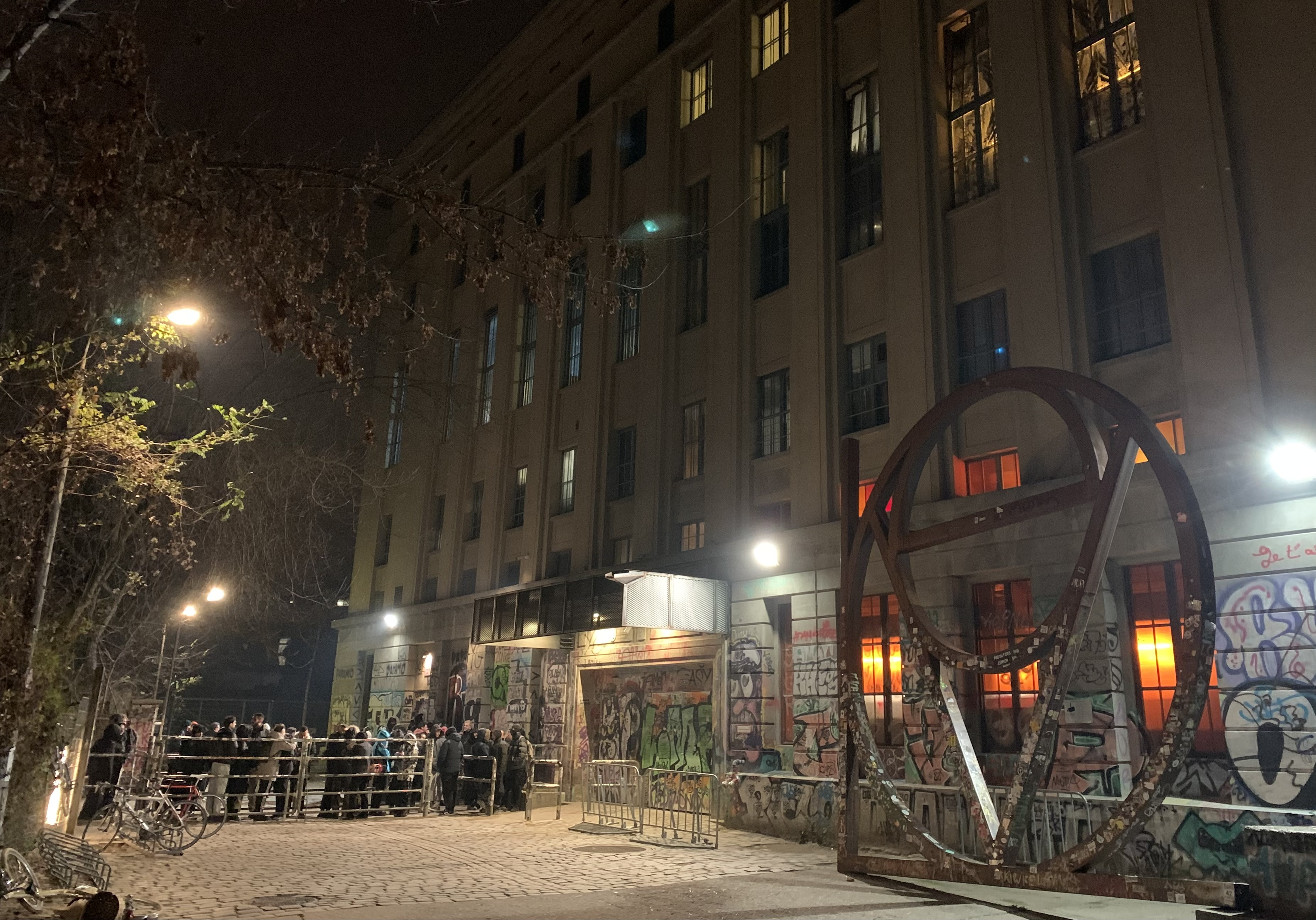
Schlange vor dem Berghain (2025)

In der Liste von Clubs und Diskotheken in Berlin werden bestehende und ehemalige Diskotheken, Clubs und Tanzlokale in Berlin aufgeführt, die wegen ihrer lokalen, überregionalen oder internationalen Bekanntheit für Berlin eine Bedeutung haben.

## Bestehende Clubs und Diskotheken (Auswahl)
Stand: 2024
| Name                                              | Ortsteil          | Eröffnung | Lage/Anmerkungen                                                                              |
| ------------------------------------------------- | ----------------- | --------- | --------------------------------------------------------------------------------------------- |
| 808 Berlin                                        | Charlottenburg    | 2017      | Budapester Straße 38–40                                                                       |
| ://about blank                                    | Friedrichshain    | 2010      | Markgrafendamm 24c                                                                            |
| ÆDEN                                              | Kreuzberg         | 2021      | Schleusenufer 3                                                                               |
| Amber Suite                                       | Tempelhof         | 2003      | Mariendorfer Damm 1, Vorgängerclub war das Blondes                                            |
| Anomalie Club                                     | Prenzlauer Berg   | 2017      | Storkower Straße 123                                                                          |
| Arena Club                                        | Alt-Treptow       | 2007      | Eichenstraße 4                                                                                |
| b-flat                                            | Mitte             | 1995      | Dircksenstraße 40                                                                             |
| Ballhaus Spandau                                  | Spandau           | 1971      | Dorfstraße 5                                                                                  |
| Badehaus                                          | Friedrichshain    | 2011      | Revaler Straße 99                                                                             |
| Berghain                                          | Friedrichshain    | 2004      | Am Wriezener Bahnhof / Ecke Rüdersdorfer Straße                                               |
| Bi Nuu                                            | Kreuzberg         | 2012      | Im U-Bahnhof Schlesisches Tor                                                                 |
| Birgit                                            | Kreuzberg         | 2015      | Schleusenufer 3                                                                               |
| Bohnengold                                        | Kreuzberg         | 2000      | Reichenberger Straße 153                                                                      |
| Bricks                                            | Mitte             | 2015      | Mohrenstraße 30                                                                               |
| Bulbul                                            | Kreuzberg         | 2019      | Skalitzer Straße 114, Nachfolger des Farbfernseher                                            |
| Cassiopeia                                        | Friedrichshain    | 2005      | Revaler Straße 99                                                                             |
| Club der Visionaere                               | Alt-Treptow       | 2000      | Puschkinallee / Ecke Am Flutgraben                                                            |
| Der Weiße Hase                                    | Friedrichshain    | 1998      | Revaler Straße 99                                                                             |
| Duncker                                           | Prenzlauer Berg   | 1990      | Dunkerstraße 64                                                                               |
| Else                                              | Alt-Treptow       | 2013      | An den Treptowers 10                                                                          |
| Frannz                                            | Prenzlauer Berg   | 2004      | Schönhauser Allee 36                                                                          |
| Golden Gate                                       | Mitte             | 2002      | Schickler- / Ecke Stralauer Straße (Brückenpfeiler der Stadtbahn)                             |
| Gretchen                                          | Kreuzberg         | 2011      | Obentrautstraße 19–21                                                                         |
| Hafenbar                                          | Mitte             | 1967      | Schlagerdiskothek, bis 2016: Chaussee- / Ecke Invalidenstraße, jetzt direkt am Alexanderplatz |
| Havanna                                           | Schöneberg        | 1997      | Hauptstraße 30; vorher International                                                          |
| Hoppetosse                                        | Alt-Treptow       | 2000er    | Eichenstraße 4                                                                                |
| Humboldthain                                      | Gesundbrunnen     | 2012      | Hochstraße 46                                                                                 |
| Insomnia                                          | Tempelhof         | 2006      | Alt-Tempelhof 17–19                                                                           |
| Kater Blau                                        | Friedrichshain    | 2014      | Holzmarktstraße 25, Vorgängerclubs waren Kater Holzig, davor Bar25                            |
| KitKatClub                                        | Mitte             | 1994      | Heinrich-Heine-Straße, über dem U-Bahnhof; nur Wochenendbetrieb                               |
| Kulturbrauerei (Soda Club, Club 23)               | Prenzlauer Berg   | k. A.     | Schönhauser Allee / Ecke Sredzkistraße                                                        |
| Kwia                                              | Neukölln          | 2019      | Maybachufer 16                                                                                |
| Lido                                              | Kreuzberg         | 1967      | Cuvrystraße 7                                                                                 |
| Lokschuppen Berlin (Suicide Circus, Suicide Club) | Friedrichshain    | 1994      | RAW-Gelände                                                                                   |
| M01                                               | Friedrichshain    | 2023      | Markgrafendamm 1                                                                              |
| Matrix                                            | Friedrichshain    | 1995      | Unter der Hochbahnstation Warschauer Straße, Drehort für Berlin Tag und Nacht                 |
| Maxxim Club                                       | Charlottenburg    | 2007      | Joachimsthaler Straße 15                                                                      |
| Metropol                                          | Schöneberg        | 2019      | Nollendorfplatz 5                                                                             |
| MUENZE (Alte Münze)                               | Mitte             | 2019      | Molkenmarkt 2                                                                                 |
| OHM                                               | Mitte             | 2013      | Köpenicker Straße 70                                                                          |
| OXI                                               | Lichtenberg       | 2021      | Wiesenweg 1–4                                                                                 |
| Prinz Charles                                     | Kreuzberg         | 2011      | Prinzenstraße 85f                                                                             |
| Privatclub                                        | Kreuzberg         | 2000er    | Skalitzer Straße 85/86                                                                        |
| Re:mise (ehem. Fiese Remise)                      | Kreuzberg         | 2011      | Köpenicker Straße 1                                                                           |
| RSO.Berlin                                        | Niederschöneweide | 2021      | Schnellerstraße 137                                                                           |
| Ritter Butzke                                     | Kreuzberg         | 2007      | Ritterstraße 26                                                                               |
| SchwuZ                                            | Neukölln          | 1977      | Rollbergstraße 37                                                                             |
| Sisyphos                                          | Rummelsburg       | 2009      | Hauptstraße 15                                                                                |
| SO36                                              | Kreuzberg         | 1978      | Oranienstraße 190                                                                             |
| Teledisko                                         | Friedrichshain    | 2016      | In einer umgebauten Telefonzelle auf dem RAW-Gelände, kleinste Diskothek der Welt             |
| Trauma Bar und Kino                               | Moabit            | 2019      | Heidestraße 50                                                                                |
| Tresor                                            | Mitte             | 1991      | Köpenicker Straße 70, zuvor bis 2005 in der Leipziger Straße 126a                             |
| Void Club                                         | Lichtenberg       | 2015      | Wiesenweg 5                                                                                   |
| Weekend Club                                      | Mitte             | 2004      | Alexanderstraße 7                                                                             |
| Renate                                            | Friedrichshain    | 2007      | Alt Stralau 70                                                                                |
| YAAM                                              | Friedrichshain    | 1994      | An der Schillingbrücke 3                                                                      |
| Zita                                              | Haselhorst        | 2023      | Am Juliusturm 64                                                                              |
| Zur Klappe                                        | Kreuzberg         | 2018      | Mehringdamm 32                                                                                |
| Zig Zag                                           | Charlottenburg    | 2015      | Adenauerplatz                                                                                 |

## Ehemalige Clubs & Diskotheken (Auswahl)
| Name                                   | Ortsteil                        | Eröffnung    | Schließung | Anmerkungen |
| -------------------------------------- | ------------------------------- | ------------ | ---------- | --- |
| 103                                    | Mitte                           | 1997         | 2008       | Monbijoustraße |
| 90 Grad                                | Kreuzberg                       | 1989         | 2009       | Dennewitzstraße 37 |
| Abraxas                                | Charlottenburg                  | 1983         | 2009       | Kantstraße 134. Funk und Soul. Machte erst um 23 Uhr auf, man ging erst gegen 24 Uhr hin, montags war geschlossen. Der Tagesspiegel schrieb am 25. August 1985: „Die Luft ist tropisch, das Hemd klebt sofort.“ |
| Afro Negro Club                        | Charlottenburg                  | ≈ 1993       | ≈ 1999     | Lewishamstraße / Ecke Wilmersdorfer Straße. Black Music, R&B, HipHop |
| Anita Berber                           | Wedding                         | 2013         | 2023       | Gerichtstraße 23 |
| Annabelles Club                        | Charlottenburg                  | 1960er Jahre | k. A.      | Fasanenstraße |
| ASeven Club                            | Mitte                           | 2017         | 2023       | Alexanderstraße 7 |
| Auster Club                            | Kreuzberg                       | k. A.        | 2020       | Pücklerstraße 34 |
| Badewanne                              | Schöneberg                      | 1949         | k. A.      | Nürnberger Straße 50 im Keller des heutigen Hotels Ellington. |
| Ballhaus Tiergarten                    | Moabit                          | 1982         | 1988       | Perleberger Straße 62. Aktuell befindet sich dort die Botschaft von Usbekistan. |
| Bang Bang Club                         | Mitte                           | 2007         | 2015       | Bis 2010 in den S-Bahn-Bögen am Hackeschen Markt. Ab 2014 am Mehringdamm in den ehemaligen Räumlichkeiten des SchwuZ. |
| Bar 25                                 | Friedrichshain                  | 2004         | 2010       | Holzmarktstraße 25 am Spreeufer |
| Bassy Cowboy Club                      | Prenzlauer Berg                 | 1998         | 2018       | Ab 2006 in der Schönhauser Allee 176a in den vormaligen Räumlichkeiten der Pfefferbank |
| Beat Hall                              | Charlottenburg                  | 1965         | k. A.      | Tegeler Weg |
| Beautiful Balloon                      | Wilmersdorf                     | 1968         | k. A.      | Kurfürstendamm |
| Bertrams                               | Neukölln                        | k. A.        | 2013       | Maybachufer 48 |
| Big Apple                              | Wilmersdorf                     | 1967         | k. A.      | Bundesallee 13/14 Ecke Hohenzollerndamm, am U-Bahnhof Spichernstraße. |
| Big Eden                               | Charlottenburg                  | 1967         | 2002       | Ehemalige Prominentendiskothek am Kurfürstendamm; betrieben von Rolf Eden. Austragungsort von Discotänzermeisterschaften mit prominenter Jury. |
| Black Corner                           | Wilmersdorf                     | k. A.        | k. A.      | Nassauische Straße; progressive Rock-Disco der 1970er Jahre, war auch Drogentreffpunkt |
| Blondes                                | Tempelhof                       | 1996         | 2003       | Mariendorfer Damm 1, Vorgängerclub der Amber Suite |
| Blu                                    | Tiergarten                      | 1999         | 2002       | Marlene-Dietrich-Platz |
| Boudoir                                | Mitte                           | 1992         | 2008       | Brunnenstraße 192 |
| Bowie                                  | Charlottenburg                  | k. A.        | k. A.      | Am Adenauerplatz in denselben Räumen wie später das Neon (?), das Zig Zag und das Tolstefanz. |
| bronx                                  | Kreuzberg                       | k. A.        | k. A.      | Wiener Straße 34, Rock-Club |
| Bunker                                 | Mitte                           | 1992         | 1996       | Albrechtstraße 24, Hardcore Techno-Club |
| Café Moskau                            | Mitte                           | 2000         | 2007       | Karl-Marx-Allee |
| Café Swing                             | Schöneberg                      | 1982         | 2002       | Nollendorfplatz 3/4 |
| Candy                                  | Wilmersdorf                     | k. A.        | k. A.      | Kurfürstendamm |
| Cartoon                                | Tempelhof                       | k. A.        | 1986       | Alt-Tempelhof 17. Diskothek Cartoon ab September 1986. Neueröffnung als Disco Galaxy. |
| Casino                                 | Mitte                           | 1998         | 1999       | Weinmeisterstraße |
| Casino II                              | Prenzlauer Berg                 | 1999         | 2001       | Saarbrücker Straße |
| Casino 3                               | Friedrichshain                  | 2001         | 2005       | Mühlenstraße |
| Celeste                                | Charlottenburg                  | k. A.        | k. A.      | Marburger Straße |
| Chalet                                 | Kreuzberg                       | 2011         | 2019       | Vor dem Schlesischen Tor 3 |
| Chaplin’s Garden                       | Charlottenburg                  | k. A.        | k. A.      | Joachimsthaler Straße 15 im 1. OG über dem Ku’Dorf – Nachfolger vom Level – anschließend Umbenennung in Sly |
| Château                                | Charlottenburg                  | k. A.        | k. A.      | Uhlandstraße 21 |
| Cheetah                                | Kreuzberg                       | 1968         | 2016       | Hasenheide 13. Großraumdisco auf drei Ebenen mit 1100 m². Internationale Livekonzerte zwischen 1968 und 1981. |
| Chez Konrad                            | Wilmersdorf                     | k. A.        | k. A.      | Adenauerplatz |
| Chez Jacki                             | Friedrichshain                  | 2010         | 2017       | An der Schillingbrücke |
| Closed Eye                             | Wilmersdorf                     | 1969         | k. A.      | Bundesallee |
| Club 45                                | Friedenau                       | k. A.        | k. A.      | Rheinstraße 45 |
| Club Marx                              | Mitte                           | 2013         | 2013       | Karl-Marx-Allee 34 im Café Moskau, hatte nur zwei Wochen geöffnet |
| Coffy                                  | Prenzlauer Berg                 | 2003         | 2012       | Wins- / Ecke Immanuelkirchstraße |
| Cookies                                | Mitte                           | 1994         | 2014       | Sieben verschiedene Adressen: - Auguststraße 26b (1994–1996), - Auguststraße 36 (1996), - Johannisstraße 2 (1997–1998), - Auguststraße 5a (1998–1999), - Saarbrücker Straße 36 (1999–2000), - Charlottenstraße 44 (2000–2005), - Friedrichstraße 158 (2007–2014). Im Film Shots ist das Cookies (Charlottenstraße) von innen zu sehen.                                             |
| Countdown                              | Borsigwalde (seinerzeit: Tegel) | 1966         | 1972       | Ernststraße 5–7 (heute befindet sich ein Rewe-Supermarkt auf dem Areal), wurde nach einem Totalbrand in den frühen Morgenstunden des 8. Februar 1972 ab Mai 1975 unter gleichem Namen an anderer Stelle in Tegel, Gorkistraße 4, weitergeführt. Gelegen im 1. OG, der Zugang erfolgte über eine Rolltreppe.                                                                        |
| Cube                                   | Neukölln                        | 2012         | 2013       | Rollbergstraße 26 |
| Dachluke                               | Kreuzberg                       | 1961         | k. A.      | Im 5. OG eines Bürogebäudes am Mehringdamm in Kreuzberg gelegen. Dort fanden auch Konzerte mit Birth Control, Mythos u. a. statt. Frank Zander begann dort als der „Ur-Ur-Enkel von Frankenstein“ seine Karriere. Discjockeys waren u. a. der Radiomoderator Nero Brandenburg und der später erfolgreiche Country-Sänger Gunter Gabriel. Einrichtung des Berliner Jugendclub e. V. |
| Dazzle                                 | Prenzlauer Berg                 | k. A.        | 2014       | Danziger Straße 1 |
| Deli an der Schillingbrücke            | Friedrichshain                  | k. A.        | 2002       | Stralauer Platz 34/35 |
| Delicious Doughnuts                    | Mitte                           | 1993         | 2012       | Rosenthaler Straße |
| Die Tube                               | Halensee                        | ≈ 1968       | k. A.      | Club für Progressive Music, Kiffertreff. Die Tube wurde vom Bezirksamt Charlottenburg geschlossen. Später eröffnete eine Tube in der Nähe des Ludwigkirchplatzes. |
| Dorfkrug                               | Lichtenrade                     | k. A.        | k. A.      | Alt-Lichtenrade 112, war früher eine Wochenenddisco |
| Dr. Pong                               | Prenzlauer Berg                 | 2002         | 2019       | Eberswalder Straße 21 |
| Dschungel                              | Schöneberg                      | 1978         | 1993       | Nürnberger Straße. Prominentendiskothek mit Eingangskontrolle. Gast war unter anderem David Bowie, der in seinem Song Where Are We Now den Club besingt; im Videoclip zum Song ist der Club von außen zu sehen. |
| Eden-Playboy-Club                      | Charlottenburg                  | k. A.        | k. A.      | Kurfürstendamm 156, nahe Adenauerplatz; betrieben von Rolf Eden. Beschäftigte dort als erster „Oben-ohne-DJanes“. |
| Eimer                                  | Mitte                           | 1990         | 2003       | Rosenthaler Straße 68 |
| Eierschale Dahlem                      | Dahlem                          | k. A.        | k. A.      | Breitenbachplatz, Lokal mit Außenbereich. Livemusik und Diskothek |
| Eisberg                                | Neu-Hohenschönhausen            | 1990er Jahre | k. A.      | Grevesmühlener Straße, Tanzlokal und Diskothek |
| Eispalast                              | Charlottenburg                  | k. A.        | k. A.      | Joachimsthaler Straße im 1. OG über dem Kudorf. Diskothek mit Türsteher und Klingel. Lichtanlage mit 100.000 Watt Beleuchtung. |
| E-Werk                                 | Mitte                           | 1993         | 1997       | Wilhelmstraße 4, Techno-Club im ehemaligen Umspannwerk Buchhändlerhof |
| Ex’n’Pop                               | Schöneberg                      | 1984         | 2016       | Ab 1986 in der Mansteinstraße 14 |
| Farbfernseher                          | Kreuzberg                       | 2009         | 2018       | Skalitzer Straße 114 |
| Far Out                                | Wilmersdorf                     | 1983         | 2006       | Neben der heutigen Schaubühne am Lehniner Platz. Gehörte Anhängern der Bhagvan-Sekte. Vorher: Treibhaus. |
| Fateclub                               | Gesundbrunnen                   | 2006         | 2011       | Hoch- / Ecke Wiesensstraße |
| Filou, auch: Grand Filou Club          | Schöneberg                      | k. A.        | k. A.      | Nürnberger Straße 52 |
| First                                  | Charlottenburg                  | 1984         | 2015       | Ehemalige Prominentendiskothek, Joachimsthaler Straße 25/26. Heute: The Cheshire Cat |
| Fischlabor                             | Schöneberg                      | ≈ 1988       | ≈ 2005     | Frankenstraße 13 |
| Flashpoint                             | Charlottenburg                  | 1974         | k. A.      | Kurfürstendamm, im Keller des Ku’damm-Karrees, gegenüber dem Theater am Kurfürstendamm |
| Flashdance                             | Charlottenburg                  | k. A.        | k. A.      | Kurfürstendamm, Ku’damm-Karree |
| Folkpub                                | Charlottenburg                  | 1970er Jahre | 1984       | Leibnizstraße 56. Live-Musik; der Name war Programm. |
| Franz-Club                             | Prenzlauer Berg                 | 1970         | 1997       | Aktuell Teil der Kulturbrauerei |
| Galaxy Disco                           | Tempelhof                       | 1986         | k. A.      | Alt-Tempelhof 17–19. Am 19. September 1986 Neueröffnung des Galaxy (früher: Cartoon Alt-Tempelhof). |
| Go-In                                  | Charlottenburg                  | 1968         | 1992       | Bleibtreustraße 17. Live-Musik: von Solo-Künstlern, Musik-Kabarettisten, Chansons über Folk, Blues bis hin zu Rock. |
| Griessmühle                            | Neukölln                        | 2012         | 2020       | Sonnenallee 221 |
| Hangar49                               | Mitte                           | 2009         | 2020       | Holzmarktstraße 15–18, S-Bahn-Bogen Nr. 49 |
| Heavy Metal                            | Charlottenburg                  | k. A.        | k. A.      | Richard-Wagner-Platz |
| Horns & Hooves                         | Prenzlauer Berg                 | 2014         | k. A.      | Danziger Straße 1 |
| Horst Krzbrg                           | Kreuzberg                       | 2009         | 2013       | Tempelhofer Ufer 1 am Halleschen Ufer |
| Hi-Fi                                  | Zehlendorf                      | k. A.        | k. A.      | Martin-Buber-Straße 12 |
| Icon                                   | Prenzlauer Berg                 | 1997         | 2012       | Cantianstraße |
| Jetpower                               | Spandau                         | 1970         | 1993       | Im 1. OG an der Kloster- / Ecke Ruhlebener Straße. Der Zugang erfolgte von der Klosterstraße über eine Rolltreppe. |
| Johnson’s                              | Wilmersdorf                     | k. A.        | k. A.      | Düsseldorfer Straße |
| Joe am Ku’damm                         | Charlottenburg                  | 1985         | 1996       | Kurfürstendamm / Ecke Joachimsthaler Straße. Bierlokal mit Livemusik, heute Alt-Berliner Biersalon. |
| Joe am Wedding                         | Wedding                         | 1985         | 1996       | Seestraße 13 / Ecke Amrumer Straße. Biergarten mit Livemusik. |
| Joe’s Biersalon                        | Westend                         | k. A.        | k. A.      | Theodor-Heuss-Platz; Bierlokal mit Livemusik. |
| Joe’s Schnapshaus                      | Halensee                        | 1973         | k. A.      | Kurfürstendamm 118; Bierlokal mit Livemusik. |
| Joy                                    | Schöneberg                      | 1972         | 1975       | In der 1. Etage der Minicity, Tauentzienstraße 8; Nobeldisco mit gelegentlicher Livemusik |
| K.                                     | Mitte                           | 1996         | 1997       | Burgstraße 31 |
| Kaffee Burger                          | Mitte                           | 1999         | 2019       | Torstraße 60 |
| Kater Holzig                           | Mitte                           | 2010         | 2014       | Michaelkirchstraße 22, in der Location des früheren Techno-Clubs Planet, Vorgänger von Kater Blau und Nachfolger von Bar 25 (am gegenüberliegenden Spreeufer). |
| King Size Bar                          | Mitte                           | 2010         | 2017       | Friedrichstraße 113a |
| Kinzo                                  | Mitte                           | 1998         | 2005       | Linien- / Ecke Gormannstraße, ab 2003 Karl-Liebknecht-Straße |
| Klub der Republik                      | Prenzlauer Berg                 | 2002         | 2012       | Pappelallee 81 |
| Knaack-Klub                            | Prenzlauer Berg                 | 1952         | 2010       | Greifswalder Straße 224 |
| Kosmonaut                              | Lichtenberg                     | k. A.        | 2018       | Wiesenweg 1–4 |
| Ku’Damm Karree                         | Charlottenburg                  | 2016         | 2018       | Kurfürstendamm 206–209 (ehemaliges C&A-Gebäude, temporär als Veranstaltungsraum genutzt) |
| Ku’dorf (später auch Q-Dorf, Q-Berlin) | Charlottenburg                  | 1975         | 2015       | Joachimsthaler Straße 15, über Jahrzehnte hinweg die größte Diskothek in Berlin mit vier Dancefloors und 18 Bars |
| Kulturbaracke                          | Mitte                           | 1996         | 1997       | Burgstraße 31 |
| La Belle                               | Friedenau                       | k. A.        | 1986       | Hauptstraße 78. Wurde häufig von GI’s der US Army besucht. Nach einem Bombenanschlag am 5. April 1986 wurde sie nicht wieder als Diskothek weitergeführt. |
| Levee                                  | Mitte                           | 2011         | k. A.      | Neue Promenade 10, Nachfolger BangBang Club |
| Level                                  | Charlottenburg                  | k. A.        | k. A.      | Joachimsthaler Straße 15 im 1. OG – über dem Ku'Dorf. Das Besondere: Man konnte seinen Kassettenrecorder mitbringen und die Musik mitschneiden. Die Nachfolger hießen Chaplin’s Garden und Sly. |
| Loftus Hall                            | Neukölln                        | 2010         | 2015       | Maybachufer 48 |
| Lovelite                               | Friedrichshain                  | 1999         | 2014       | Haasestraße 1 |
| Linientreu                             | Charlottenburg                  | 1982         | 2008       | Hardenbergplatz, rechts vom Bikini-Haus im Keller gelegen. Treppe führte hinunter zur Diskothek. Hier wurde viel New Wave gespielt. Prominente Gäste waren u. a. Depeche Mode. |
| Lipstick                               | Schöneberg                      | k. A.        | k. A.      | Ende der 1990er Jahre im Keller eines Wohnhauses, hauptsächlich Afterhour. |
| Madhouse/Funhouse                      | Schöneberg                      | k. A.        | k. A.      | Hauptstraße 30, heute Havanna. |
| Madow                                  | Wilmersdorf                     | k. A.        | k. A.      | Pariser Straße 35 am Olivaer Platz. Das ursprüngliche Hausensemble wurde ca. 2018 abgerissen und durch einen Neubau ersetzt. |
| Magdalena                              | Friedrichshain                  | k. A.        | 2017       | Schillingbrücke 1, ehemals: Maria |
| Magnet                                 | Kreuzberg                       | 2001         | 2015       | Zunächst neun Jahre in der Greifswalder Straße in Prenzlauer Berg, danach fünf Jahre in Kreuzberg |
| Maria am Ostbahnhof                    | Friedrichshain                  | 1998         | 2011       | Stralauer Platz 34 |
| Maschine                               | Wilmersdorf                     | 1968         | k. A.      | Joachimsthaler Straße |
| Maxim                                  | Neukölln                        | k. A.        | k. A.      | Hasenheide 115. Es geriet 1980 in die Schlagzeilen, als ein Auftritt der Band Die Popper zum Auslöser für eine heftige Auseinandersetzung mit einer Gruppe von Punkern führte. |
| Mensch Meier                           | Prenzlauer Berg                 | 2015         | 2023       | Storkower Straße |
| Metropol                               | Schöneberg                      | 1978         | k. A.      | Nollendorfplatz, aktuell auch Veranstaltungsort zahlreicher Konzerte. |
| Milli Vanilli                          | Charlottenburg                  | 1968         | 1975       | Knesebeckstraße 35, benannt nach Ingrid Segieth, die an der Bar arbeitete und den Spitznamen ‚Milli‘ hatte, Auslöser für den Namen der Formation Milli Vanilli von Frank Farian, mit dem sie befreundet war; später: Ebony. |
| Ministerium für Entspannung            | Friedrichshain                  | 2003         | 2009       | Laskerstraße 5 |
| Mister Go                              | Schöneberg                      | k. A.        | k. A.      | Yorckstraße 43. Zusammen mit dem Zodiac, dem „unergründlichen Obdach für Reisende“ am Fasanenplatz, der Teestube in der Xantener Straße und dem Park war diese winzige Diskothek ein Treffpunkt der umherschweifenden Haschrebellen. |
| Moon                                   | Wilmersdorf                     | k. A.        | k. A.      | Bundesallee 194 |
| Morlox                                 | Friedrichshain                  | k. A.        | 2014       | Haasestraße 13 |
| Musik & Frieden                        | Kreuzberg                       | k. A.        | 2020       | Falckensteinstraße 48 |
| Music Hall                             | Friedenau                       | 1977         | k. A.      | Rheinstraße 45 |
| Naherholung Sternchen                  | Mitte                           | k. A.        | 2014       | Berolinastraße 7 |
| New Eden Saloon                        | Charlottenburg                  | k. A.        | k. A.      | Kurfürstendamm 71, nahe dem Adenauerplatz; betrieben von Rolf Eden |
| Nuke Club                              | Friedrichshain                  | 2016         | 2021       | Pettenkoferstraße 17a |
| Old Eden                               | Charlottenburg                  | k. A.        | k. A.      | Damaschkestraße 21, nahe Kurfürstendamm; betrieben von Rolf Eden |
| Ostgut                                 | Friedrichshain                  | 1998         | 2003       | Am Wriezener Bahnhof / Ecke Rüdersdorfer Straße; Vorläufer des Berghain |
| O Tannenbaum                           | Neukölln                        | 2010         | 2015       | Sonnenallee 27 |
| Palast Neukölln                        | Neukölln                        | 2014         | k. A.      | Rollbergstraße 26 |
| Pal Joe                                | Wilmersdorf                     | vor 1977     | k. A.      | Lehniner Platz / Ecke Kurfürstendamm 156, Disco |
| Paresü                                 | Steglitz                        | k. A.        | k. A.      | Ehemals Parkrestaurant Südende. Reste davon dann bekannt als Diskothek. Jetzt befindet sich ein Lidl-Supermarkt auf dem Areal. |
| Park                                   | Halensee                        | k. A.        | k. A.      | Kurfürstendamm / Ecke Johann-Sigismund-Straße, progressive Rockdisco |
| Pfefferbank                            | Prenzlauer Berg                 | 1998         | 2006       | Schönhauser Allee 176a |
| Pichelsdorfer Fenster                  | Wilhelmstadt                    | 1969         | 1974       | Heerstraße, nahe Alt-Pichelsdorf |
| Picknick                               | Mitte                           | 2002         | 2014       | Dorotheenstraße 90 |
| Pinguin Club                           | Schöneberg                      | 1984         | 2019       | Wartburgstraße 54 |
| Phono Club                             | Prenzlauer Berg                 | 2015         | 2022       | Pappelallee 65 |
| Planet                                 | Mitte                           | 1991         | 1993       | Köpenicker Straße 50, Techno-Club, quasi Vorgänger des E-Werk |
| Polar.TV                               | Moabit                          | 2002         | 2006       | Heidestraße 73 |
| Pop Inn                                | Steglitz                        | 1967         | 2010       | Ahornstraße 15a; umgangssprachlich auch bekannt als „Kinderdisco“, da Publikum meist unter 16 Jahre alt war. Vorgänger war der Jazz Saloon Berlin. Einrichtung des Berliner Jugendclub e. V. |
| Rechenzentrum                          | Oberschöneweide                 | 2008         | 2009       | Nalepastraße 10–16 |
| Ressort                                | Mitte                           | k. A.        | 2013       | Invalidenstraße 50/51 |
| Rio                                    | Mitte                           | 2003         | k. A.      | Chausseestraße |
| Risiko                                 | Schöneberg                      | 1981         | 1986       | Yorckstraße |
| Riverboat                              | Wilmersdorf                     | 1959         | 1990       | Im Dachgeschoss Hohenzollerndamm / Ecke Brienner Straße, nahe dem Fehrbelliner Platz. Bestehend aus drei Diskotheken mit Dachterrasse. |
| Rock it                                | Neukölln                        | k. A.        | k. A.      | Karl-Marx-Straße (am Karl-Marx-Platz) |
| Rodeo                                  | Mitte                           | 2004         | 2011       | Auguststraße 5a im ehemaligen Kaiserlichen Postfuhramt |
| Rosi’s                                 | Friedrichshain                  | 2003         | 2018       | Revaler Straße 29 |
| Route66                                | Siemensstadt                    | k. A.        | k. A.      | Einkaufszentrum Siemensstadt, im Keller gelegen |
| Royal                                  | Reinickendorf                   | k. A.        | k. A.      | Alt-Reinickendorf 30 |
| Rummels Bucht                          | Rummelsburg                     | k. A.        | 2021       | Hauptstraße 1 |
| Safari                                 | Charlottenburg                  | k. A.        | k. A.      | Wilmersdorfer Straße 82/83 |
| Sage Club                              | Mitte                           | 1997         | 2024       | Heinrich-Heine-Straße, über dem U-Bahnhof |
| Satchmo                                | Moabit                          | k. A.        | k. A.      | Alt-Moabit |
| Schwarze Hütte                         | Mitte                           | k. A.        | k. A.      | Rosa-Luxemburg-Straße 49 |
| Shock                                  | Märkisches Viertel              | k. A.        | k. A.      | Einkaufszentrum Wilhelmsruher Damm, im Keller gelegen |
| Silver Shadow                          | Dahlem                          | k. A.        | k. A.      | Breitenbachplatz |
| Sly                                    | Charlottenburg                  | k. A.        | k. A.      | Joachimsthaler Straße 15 in der 1. Etage über dem Ku’Dorf, Nachfolger vom Level und Chaplin’s Garden, wurde dauerhaft geschlossen |
| Sloopy                                 | Reinickendorf                   | 1967         | k. A.      | Kurt-Schumacher-Platz, Einrichtung des Berliner Jugendclub e. V. |
| Society                                | Charlottenburg                  | k. A.        | k. A.      | In der 1. Etage des Bikini-Hauses in der Budapester Straße |
| Soft Rock                              | Charlottenburg                  | k. A.        | k. A.      | In einer Seitenstraße in der Nähe des Adenauerplatzes |
| Sophienclub                            | Mitte                           | 1984         | 2016       | Club in den Hackeschen Höfen |
| S.O.U.N.D.                             | Tiergarten                      | k. A.        | 1988       | Genthiner Straße 26. Hier wurde viel Rock gespielt. War auch bekannt als Drogendiskothek. Bekannt auch durch das Buch Christiane F. – Wir Kinder vom Bahnhof Zoo. |
| Space                                  | Charlottenburg                  | k. A.        | k. A.      | Bismarckstraße 90. Im Keller des Hauses, um 1980 eine Rollerdisco mit mehreren Säulen, um die man kurven musste. Hatte eine für die damalige Zeit ausgefallene Lichtanlage. |
| Starlight Club                         | Steglitz                        | k.a.         | 1994       | Black Music |
| Stattbad                               | Wedding                         | 2009         | 2015       | Club in einem ehemaligen Schwimmbad aus dem Jahr 1907. |
| Sternradio                             | Mitte                           | 2000         | 2007       | Alexanderplatz 5 |
| Steve Club                             | Charlottenburg                  | 1967         | 1980       | Krumme Straße 50. Live-Musik: von Chansons über Folk bis zu (Deutsch)Rock. |
| Strike Club                            | Mitte                           | ≈ 1995       | ≈ 1999     | In den S-Bahn-Bögen in der Georgenstraße. Black Music, R&B, HipHop, später umgezogen in die Turmstraße. |
| Sugar Shack                            | Schöneberg                      | k. A.        | k. A.      | Nachfolger der Badewanne in der Nürnberger Straße, direkt neben der Diskothek Dschungel. Der Zugang wurde zugemauert und führte in den Keller des heutigen Hotels Ellington. |
| Sun                                    | Halensee                        | 1968         | 1968       | Kurfürstendamm / Ecke Joachim-Friedrich-Straße, Underground-Diskothek |
| Superfly                               | Charlottenburg                  | k. A.        | k. A.      | Adenauerplatz, dort wo später das Chez Konrad war |
| Sweet Beat                             | Steglitz                        | 1966         | k. A.      | Albrechtstraße 33, Beat- und Souldiskothek |
| Swing Point                            | Spandau                         | 1960         | k. A.      | 1960 wurde der Swing Point am Hohenzollernring 160 vom Berliner Jugendclub e. V. eröffnet. Neben musikalischen Veranstaltungen gab es eine Zusammenarbeit mit einer Tanzschule. |
| Tape                                   | Moabit                          | 2007         | 2012       | Auf dem Gelände des heutigen Neubaugebietes nördlich des Hauptbahnhofs, ehemals Heidestraße 14. Das Gebäude war ein ehemaliger Güterschuppen. Erster Club in Berlin mit einer Funktion-One-Anlage. |
| The Shark Club                         | Mitte                           | 1999         | 2003       | Rosmarinstraße 8 |
| Trash                                  | Kreuzberg                       | k. A.        | k. A.      | Oranienstraße 40 |
| Treibhaus                              | Wilmersdorf                     | 1974         | k. A.      | Neben der heutigen Schaubühne am Lehniner Platz. Später: Far Out. |
| Tollhaus                               | Lichtenberg                     | k. A.        | k. A.      | Siegfriedstraße 136. |
| Tolstefanz                             | Wilmersdorf                     | k. A.        | k. A.      | Ende der 1970er Jahre in der Minicity im Europa-Center im Keller, später am Lehniner Platz als Nachfolger des Treibhaus, zog später um in die Räume des Zig Zag am Adenauerplatz. Am 27. August 1989 wurde vor dem Tolstefanz ein Türsteher erschossen. Der Täter wurde später festgenommen.                                                                                       |
| Top Disco                              | Rudow                           | k. A.        | k. A.      | Neuköllner Straße 257, heute ein Nacht- und Eventclub unter gleichem Namen. Discjockey war u. a. der Berliner Musikproduzent Jack White |
| Turbine                                | Kreuzberg                       | 1989         | k. A.      | Glogauer Straße 2, einer der ersten Technoclubs |
| Ufo                                    | Kreuzberg, später in Schöneberg | 1988         | 1990       | Zuerst in der Köpenicker Straße 6, später als Ufo 2 in der Großgörschenstraße; Berlins erster Acid- und Technoclub. |
| VCF                                    | Mitte                           | k. A.        | k. A.      | Rochstraße 132 |
| VEB Club                               | Prenzlauer Berg                 | 1995         | 2014       | Storkower Straße 144 |
| Wabe Club                              | Prenzlauer Berg                 | k. A.        | k. A.      | Danziger Straße 105 |
| Walfisch                               | Mitte                           | 1991         | 1993       | In den oberirdischen Räumen des U-Bahnhofs Heinrich-Heine-Straße, Afterhour-Technoclub |
| Watergate                              | Kreuzberg                       | 2002         | 2024       | Falckensteinstraße 49 |
| White Trash Fast Food                  | Prenzlauer Berg                 | k. A.        | 2016       | Vier verschiedene Adressen. Rock-’n’-Roll-Hipster-Institution mit Mix aus Restaurant, Club und Tattoo-Studio. |
| Why Not?                               | Wilmersdorf                     | 1967         | k. A.      | Fasanenstraße |
| WMF                                    | Mitte                           | 1991         | 2010       | Acht verschiedene Adressen: - WMF 1: Mauerstraße 15 - WMF 2: Leipziger Straße 112 - WMF 3: Burgstraße 28 - WMF 4: Johannisstraße 20 - WMF 5: Ziegelstraße 22 - WMF 6: Karl-Marx-Allee 34 - WMF 7: Littenstraße 109 (Sommerlager) - WMF 8: Klosterstraße 44 |
| Yesterday                              | Wilmersdorf                     | k. A.        | k. A.      | In der ehemaligen MiniCity am Europacenter |
| Zufall                                 | Wilmersdorf                     | k. A.        | 2016       | Pfalzburger Straße 10 (am Ludwigkirchplatz), Nachfolger vom Komma, heute Taff Club |
| ZMF – Zur Möbelfabrik                  | Mitte                           | 2002         | 2013       | Brunnenstraße 10 |

## Persönlichkeiten der Szene (Auswahl)

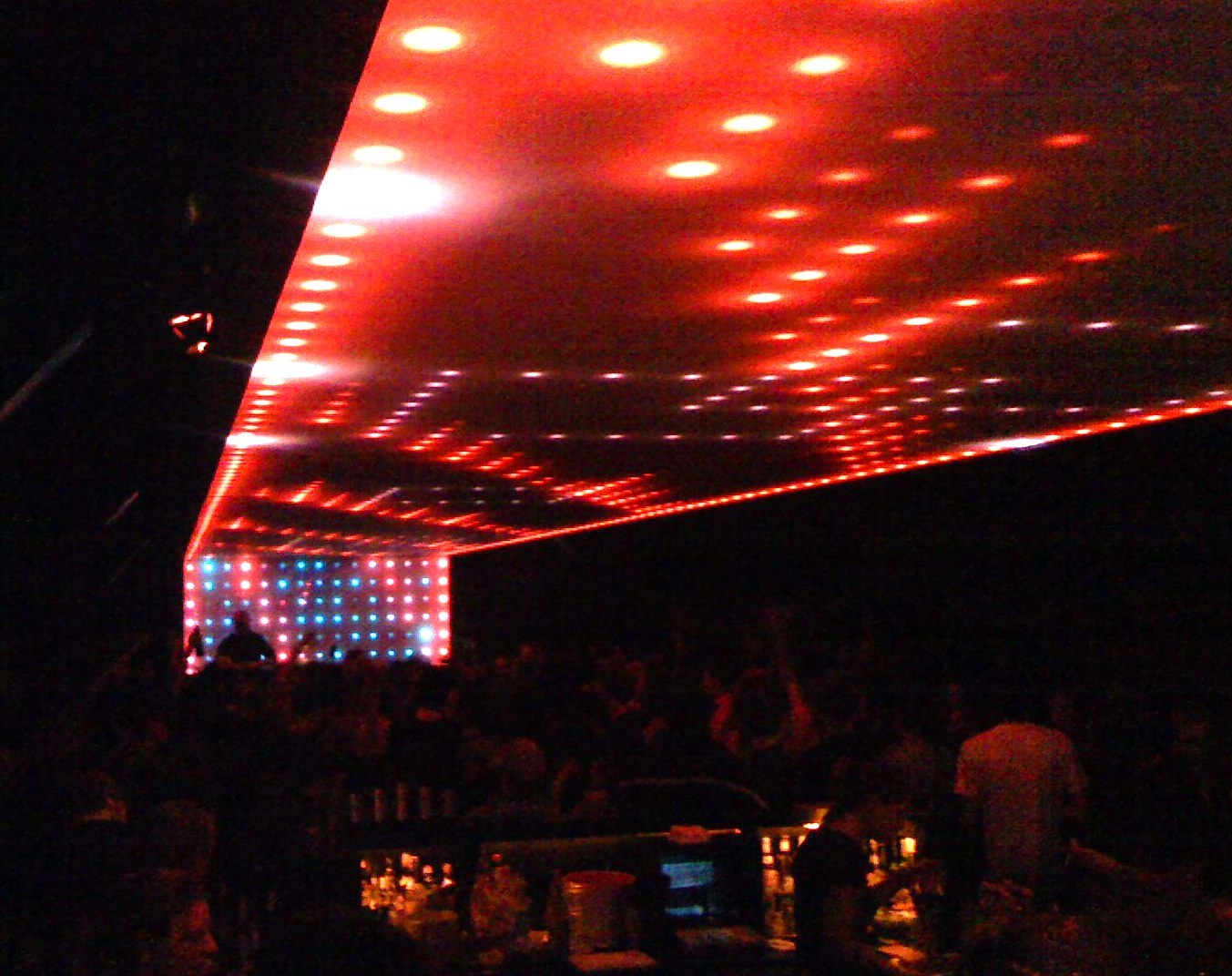
Watergate Club in Berlin-Kreuzberg, 2008

- Ellen Allien
- Dirty Doering
- Rolf Eden
- Gudrun Gut
- Romy Haag
- Dimitri Hegemann
- Paul Kalkbrenner
- Sven Marquardt
- Marusha
- Marcus Meinhardt
- Pan-Pot
- Peggy Gou
- Jurassica Parka
- Rampa
- WestBam

## Sonstiges
Der 2001 gegründete Verein Club Commission – Verband der Berliner Club-, Party- und Kulturereignisveranstalter ist nach eigenen Angaben der Verband Berliner Club-, Festival-, Open-Air-, Party- und Kulturereignis-Veranstalter mit rund 320 Mitgliedern (Stand: 2025).
Seit Ende der 2010er-Jahre wurden bei einer Brandserie mehrere Clubs beschädigt, darunter Club der Visionäre, Ipse, Sage Club, Bricks und Wilde Renate. Die Zerstörung war zum Teil so groß, dass der Betrieb nicht fortgesetzt werden konnte. In mehreren Fällen geht die Polizei davon aus, dass die Taten vorsätzlich begangen wurden.